# Écrire
Écrire is een in 1993 bij uitgeverij Gallimard gepubliceerd essay van de Franse romancière Marguerite Duras.

## Samenvatting
Écrire is een boek over de behoefte om te schrijven en het proces van het schrijven zelf.
Schrijven, stelt Duras, moet je doen in totale afzondering. Zelf had ze een huis in Trouville waar ze geïsoleerd van de buitenwereld aan haar boeken werkte. Dit huis werd daardoor onlosmakelijk verbonden met haar schrijven. Je moet volgens haar ook schrijven om te schrijven, niet veranderen wat je schreef, en volgen waar je ideeën je heenvoeren. Schrijven behoedt je op die manier om niet in waanzin weg te zinken en is een deel van jezelf. Voor Duras is het schrijven immers het onbekende dat we in ons dragen ("c’est l’inconnu que l’on porte en soi", p. 64). Het komt je aanwaaien als de wind, het is naakt, het is inkt, het is schrift, en het is met niets anders in het leven te vergelijken ("ça arrive comme le vent, c’est nu, c’est de l’encre, c’est l’écrit, et ça passe comme rien d’autre ne passe dans la vie", p. 65).